# ورزشگاه مبارک العیار
ورزشگاه الشباب مبارک العیار (به عربی: ملعب مبارك العيار) یک ورزشگاه چند منظوره در جهرا، کویت است. این ورزشگاه برای مسابقات فوتبال، در سطح باشگاهی توسط الجهرا از لیگ برتر کویت مورد استفاده قرار می‌گیرد. این ورزشگاه گنجایش ۱۷٬۰۰۰ تماشاگر را دارد.